# Gil Cuppini
Gil Cuppini, all'anagrafe Gilberto Cuppini (Milano, 6 giugno 1924 – La Spezia, 19 giugno 1996), è stato un batterista e direttore d'orchestra italiano.
È uno dei più noti artisti della musica jazz italiana, attivi particolarmente negli anni cinquanta-sessanta, anche in veste di bandleader. È considerato da Arrigo Polillo uno dei migliori batteristi italiani insieme a Leonello Bionda e Rodolfo Bonetto.
Ha inciso per La Voce del Padrone, Meazzi Edizioni Discografiche e Fox.

## Biografia
Figlio d'arte (anche il padre era un musicista e direttore d'orchestra), abbandonò alla fine della seconda guerra mondiale gli studi in medicina per avvicinarsi alla musica, particolarmente al genere swing. Dopo il debutto con l'orchestra di Arturo Prestipino, uno dei primi violinisti jazz italiani del dopoguerra, incise dal 1947 i suoi primi dischi alla guida del Sestetto Jazz Gil Cuppini. Contestualmente, continuò a collaborare come strumentista in famose orchestre alla cui guida erano nomi come Pippo Barzizza ed Armando Trovajoli, per citarne solo un paio. Dal 1948 si avvicinò al Be Bop, scegliendo di praticare un repertorio che fosse maggiormente vicino ai gusti popolari.
Nel 1957 arriva secondo con 236 voti al concorso Gene Krupa italiano, vinto da Nino D'Adamo con 244 voti (al terzo posto Leonello Bionda con 203 voti).
Vincitore nel 1969 della manifestazione La coppa del Jazz organizzata dalla RAI con il suo Gil Cuppini Quintet, composto da Sergio Fanni alla tromba, Eraldo Volontè al sassofono, Ettore Righello al pianoforte e Giorgio Buratti al contrabbasso - ha suonato spesso al Capolinea di Milano.
Ha avuto in carriera molteplici ed importanti collaborazioni artistiche con i maggiori nomi del jazz italiano. Si segnalano quelle con Giorgio Gaslini, Giampiero Boneschi (con cui negli anni cinquanta costituì un trio con Volontè), Piero Umiliani, Glauco Masetti, Enrico Intra, Shirley Bunnie Foy, Bruno Aragosti, Sergio Coppotelli e Giancarlo Barigozzi. Ha inciso poi diversi dischi con la Concert Jazz Band, fondata nel 1964, mentre sul finire della carriera si è esibito spesso con il gruppo Jazz Stars of Italy organizzato da Lino Patruno con Romano Mussolini, Carlo Loffredo ed Henghel Gualdi. Molte le esibizioni dal vivo di Gil Cuppini nella scena jazz milanese, e non solo, con musicisti come Oscar Valdambrini, Shirley Bunnie Foy, Giorgio Azzolini, Mario Rusca, Sergio Valenti, Paolo Tomelleri, Roberto Frizzo etc. Alla fine degli anni cinquanta aveva avuto anche un'esperienza "rock" con il complesso di Ghigo Agosti. Tra i suoi dischi di maggior risalto si possono annoverare What's New? del Gil Cuppini Quintet, con Duško Gojković, Barney Wilen, George Gruntz e Karl Theodor Geier e la 'Jazz Suite for Bigband' A New Day, album pubblicato nel 1980 dalla Red Records.
Ha suonato anche con mostri sacri del jazz come Louis Armstrong. Nel 1956 è infatti presente nella registrazione live dell'orchestra Luis Armstrong & The All Stars.
È deceduto a 72 anni di età per i postumi di un intervento chirurgico ed è stato sepolto nel cimitero di San Lazzaro, presso Sarzana.

## Discografia (parziale)

### 33 giri
- Marzo 1960: Gil Cuppini Quintet (Hollywood, HLP 4000; come Gil Cuppini Quintet)
- 1º settembre 1961: What's New? (Meazzi, MLP 04012; come Gil Cuppini Quintet)
- Luglio 1968: Sof' Stroke? (Meazzi, MLPS 04012; come Gil Cuppini Band featuring Duško Gojković)
- 1970: Un sogno di cristallo (Meazzi; come Gil Cuppini Dance)
- 1980: New Day (Red Records: Jazz Suite for Big Band)
- 1997: Caprice (Musica Jazz, MJCD 1114, Raccolta)

### 78 giri
- 10 giugno 1948: Night in Tunisia/Salt Peanuts (La Voce del Padrone, HN 2328; come Sestetto be-bop Gil Cuppini)
- 10 giugno 1948: Bop bop/Drums be-bop (La Voce del Padrone, HN 2355; come Sestetto be-bop Gil Cuppini)
- 22 febbraio 1949: Swing Club/Nelly Bop (La Voce del Padrone, HN 2464; come Gil Cuppini e il suo complesso)
- 25 marzo 1949: Esophagus/Egyptology (La Voce del Padrone, HN 2474; come Gil Cuppini e il suo complesso)
- 11 ottobre 1949: Perdido (parte 1)/Perdido (parte 2) (La Voce del Padrone, HN 2594; come Gil Cuppini and His All Stars)
- 8 settembre 1954: Auld Lang Syne/Things to Come) (La Voce del Padrone, HN 3381; come Gil Cuppini e il suo complesso)
- 8 settembre 1954: You Go To My Head/Little George (La Voce del Padrone, HN 3404; come Gil Cuppini e il suo complesso)

### EP
- 1965: Over The Rainbow (Fox, EPF 119)

### 45 giri
- 1959: Il nord/L'uomo dal braccio d'oro (Hollywood, H 1010; come Gil Cuppini Quintet)

## Riconoscimenti
- 1985: premio "Una vita per il jazz"